# L'Art de la guerre (poème)
Pour les articles homonymes, voir L'Art de la guerre (homonymie).
L'Art de la guerre est un poème en dix chants de Pierre Dupont de l'Étang publié en 1838.
Les chants du poème ont été formés au nombre de dix, chacun d'eux contenant une ou plusieurs des grandes parties de l'état militaire. Leur importance en a déterminé le rang d'après celui qu'elles occupent dans le déploiement des différentes armes et l'ordre réel de la guerre. « Tout ce qui constitue l'art guerrier doit y trouver sa place judicieuse et naturelle ». L'attribut de la poésie fut dès les premiers temps d'animer le courage et de célébrer les exploits mais si elle a dignement rempli cette grande tâche elle n'a point enseigné l'art des combats. Le poème se présente donc partiellement comme un traité sur l'art de la guerre.
Le poème présente en outre des portraits des grands chefs de guerre dans les temps anciens et de l'époque. Au-dessus de la partie technique de la guerre s'élève sa partie morale et philosophique : « Les armées sont toutes puissantes, la force qui fait les lois est entre leurs mains, il faut donc que de sages principes les éclairent, en tempèrent l'énergie et honorent leurs triomphes ». L'usage d'exordes est généralement apprécié. Ils coupent l'uniformité, se prêtent aux artifices de l'imagination pour varier sa marche et ils sont surtout convenablement placés dans un poème sérieux et de longue haleine , etc.

## Détail des chants
Les dix chants se développent comme suit :

### Chant Premier
Ce chant est consacré au développement de l'art guerrier dans les anciens âges et les temps qui les ont suivis jusqu'à l'époque « où le nouveau système de guerre a été adopté ». La Grèce placée au sommet de la gloire antique fait voir la naissance et la perfection. La phalange est créée. Elle triomphe pendant de longs siècles mais la rivalité des peuples grecs et leurs guerres civiles les épuisent et les font succomber. Il ne leur reste plus que la supériorité de leur génie dans les lettres et les arts. Rome s'élève sur les ruines de la Grèce. La légion est formée. elle remplace la phalange et règne dans les combats. Elle donne aux Romains l'empire sur presque tout le monde connu. Ils succombent eux-mêmes sous l'invasion des barbares. L'art militaire se perd. Le vieux monde est brisé. De nouveaux peuples se forment et dans ce désordre universel, le peuple français se montre et un ordre nouveau commence à naître. Le Moyen Âge combat sous l'armure. La lance remplace le glaive romain. L'ordre de bataille est changé; l'infanterie tombe et les hommes d'armes sont seuls redoutables. La chevalerie paraît et règne avec éclat. Bientôt la puissance du nitre se découvre. Le chant s'arrête à cette époque, et il se termine par le portrait de du Guesclin, le plus illustre des chevaliers.

### Chant Second
Quel brillant phénomène enfante la nature ?
Un feu nouveau jaillit d'une poussière obscure ;
De son berceau qu'il brise, il vole rugissant,
Ébranle, et fend des airs l'espace frémissant :
L'homme étonné croit voir étincelant tonnerre, 
Usurpé sur les Cieux, s'élancer de la terre,
Et cette explosion révèle en ses éclats, 
Un immense pouvoir enfoui sous nos pas.
Tel, au gré du hasard, qui dans ses jeux l'éveille,
Un terrible élément fait luire sa merveille.
Le second chant expose d'abord les effets de la poudre de guerre à sa naissance. Les nouvelles armes sont créées, le mousquet brille dans les rangs. Mais l'ancienne armure résiste au changement ; les lances et les armes à feu sont en nombre égal dans les armées, et cet ordre se maintient longtemps encore. C'est enfin sous Louis XIV que le fusil devient l'arme de tous les rangs à pied, et que l'artillerie développe sa puissance. Un coup d’œil sur les armées féodales en montre les vices militaires. L'enrôlement, qui fut longtemps universel, est modifié. On lève des hommes à prix d'argent. Des bandes sont formées sous des chefs qui combattent pour le service des princes divers. Une extrême licence règne parmi les troupes. La révolution politique de la France allume dans l'Europe un vaste embrasement. Il fallait de nouveaux moyens pour créer et entretenir de grandes armées. L'enrôlement universel, première loi des nations est rétabli en France. Tous les enfants de l'État sont soldats. Cette disposition nationale enfantera des prodiges. La formation des quatre grandes armés commence à se développer. L'infanterie qui tient le premier rang dans l'ordre de la puissance militaire trouve ici sa place. L'organisation de ses régiments, ses manœuvres, tout ce qui la constitue, est exposé et le chant finit par le portrait de Bayard.

### Chant Troisième
L'arme de la cavalerie occupe le troisième chant. Il a pour exorde un coup d’œil sur la beauté de la carrière des armes et les avantages glorieux qui l'accompagnent. Le sort du guerrier est justement regardé comme le plus désirable de tous. Quelques considérations sur la cavalerie ancienne précèdent le développement de la cavalerie moderne. Elle se divise en cinq corps : les cuirassiers dont l'armure n'est qu'un reste de l'armure antique, les dragons, les chasseurs, les hussards et les lanciers. L'armement et les attributions de ces différents corps ont ici leur description. Les manœuvres ; des troupes à cheval et les effets de cette arme brillante sont ensuite présentés. La formation des armées et la juste proportion des corps qui les composent deviennent l'objet de vues générales. Des armées en Asie et dans le nord de l'Europe furent autrefois composées seulement de troupes à cheval, mais l'art de la guerre veut que toutes les armes concourent ensemble à la victoire. Un épisode sur les honneurs à rendre aux guerriers vivants ou morts trouve ici sa place. La beauté et la puissance du cheval de guerre excitent tous les peuples à cultiver la race de ce noble animal, et à la relever lorsqu'elle dégénère. Les avantages de la France, sous ce rapport, sont développés; la gloire de ses escadrons est signalée, et le chant se termine par le portrait de Turenne.

### Chant Quatrième
Un exorde philosophique sur les passions jalouses qui furent trop souvent funestes à la gloire des armées commence le quatrième chant. C'est l'artillerie qui en est le sujet. La puissance de ses effets montre la haute importance de l'instruction donnée à cette arme. Le tableau de la célèbre école polytechnique est ici tracé. La fabrication de la poudre est décrite et donne lieu à un épisode sur son emploi dans les fêtes publiques. Les procédés de la fabrication du fer et de sa conversion en acier sont ensuite exposés ; ceux qui concernent la confection du fusil les suivent. La création des bouches à feu est alors décrite, ainsi que leur division en pièces diverses, le mortier, l'obusier et le canon qui se divise lui-même en plusieurs calibres. La description de la fusée est suivie de la comparaison du feu grégeois avec le nitre. L'effet prodigieux des brûlots amène un épisode sur l'héroïque délivrance de la Grèce. Le tableau d'un arsenal, et l'ordre qui doit y régner sont tracés. L'instruction de l'artilleur dans le polygone, l'artillerie légère à cheval, les nouveaux changements introduits dans l'arme se trouvent ensuite décrits, ainsi que les manœuvres dont l'artillerie est susceptible dans les batailles. Les grands services rendus par cette arme sous d'illustres chefs sont rappelés, et le chant est couronné par le portrait du grand Condé.

### Chant Cinquième
L'arme savante du génie remplit le chant cinquième. Il a pour exorde l'aspect que présente l'ouverture d'une campagne. L'importance du génie militaire est signalée par ses travaux qui s'appliquent à toutes les circonstances de la guerre. Il fortifie les camps, établit des têtes de pont sur les fleuves, construit des redoutes sur les champs de bataille, et couvre les places de remparts. L'art des fortifications anciennes est ensuite comparé à l'art moderne. La description d'un siège développe tous les procédés de cette grande opération. L'investissement de la place, la reconnaissance qui en est faite par l'ingénieur en chef, les apprêts de l'attaque et de la défense, l'ouverture et la conduite de la tranchée, rétablissement des parallèles, la formation des batteries, toutes ces dispositions habiles sont décrites. La guerre souterraine des mines et des contre-mines, les sorties que la garnison assiégée opère pour détruire les ouvrages de l'ennemi sont présentées à leur tour. La brèche est enfin ouverte au bastion de la place, mais l'assiégé la fait sauter, et les travaux de l'assiégeant se trouvent renversés. Ce sont les places fortes qui ont sauvé la France d'une invasion sous Louis XIV, et fait triompher Villars à Denain: les remparts d'Orléans avaient déjà préservé cette ville de l’occupation anglaise sous Charles VII. À ces traits historiques se joint un épisode qui a pour sujet les merveilles opérées par Jeanne d'Arc. Les événements de nos jours sont ensuite signalés sous le rapport des places fortes. Les services du corps du génie, ses chefs les plus illustres sont rappelés, et le portrait du plus célèbre de tous, de Vauban, termine le chant.

### Chant Sixième
Le sixième chant s'ouvre par un exorde qui peint rapidement la grande lutte de la France contre l'Europe coalisée. Ce tableau offre l'événement le plus vaste et le plus héroïque de tous ceux que les âges puissent présenter. À la suite de cette description dont le sujet est si magnifique, se trouve la formation de l'état-major. Elle est le complément de l'organisation des corps militaires développée dans les premiers chants. Le général est investi de ses hautes fonctions : c'est à lui qu'est remise la direction des quatre grandes armes qui constituent une armée. L'habileté de leur action dans les combats, la marche de leurs progrès appellent toutes ses facultés, et elles feront sa gloire. Chacune de ces armes a son général, et une juste hiérarchie règne dans ce grade élevé. Parmi les sources les plus fécondes, pour le perfectionnement des différentes branches de l'art, s'offre l'histoire des beaux âges militaires. À cette considération succède le portrait du maréchal de Saxe. Le caractère du général en chef, sous le double rapport du génie et des vertus guerrières, est ensuite tracé. Le souvenir de plusieurs de chefs illustres français dans toutes les armées dont nous avons vu les grandes campagnes se trouve ici rappelé. Les fonctions diverses de l'état-major sont décrites; l'art des ingénieurs géographes est présenté, et il est suivi d'un épisode sur la gloire et la grandeur de l'art naval. Le chant est couronné par le portrait de Napoléon.

### Chant Septième
Une grande question militaire s'est longtemps agitée, celle de savoir si la guerre fait verser plus ou moins de sang, depuis l'invention des armes à feu. L'exorde du septième chant présente ce sujet et tend à prouver que la guerre ancienne a été plus meurtrière. Elle a détruit des peuples que les nouvelles armes auraient préservés d'une entière extinction. L'administration militaire est ensuite présentée avec ses importantes attributions. La force croissante des armées, résultat de la fermentation politique des peuples, exige une plus grande habileté dans le service administratif. Il a sa science et sa gloire. L'exemple d'un ministre de Louis XIV en est un célèbre témoignage. Nous avons vu également dans nos armées d'habiles ordonnateurs. Après le portrait de Catinat, qui se trouve ici placé, une autre branche essentielle de l'état militaire, le service de santé, reçoit son développement. Les travaux de la médecine et de la chirurgie dans les vastes campagnes françaises ont été remarquables et justement honorés. L'hygiène militaire, les exercices destinés à maintenir la vigueur physique du guerrier sont rappelés, comme des objets dignes de toute l'attention des chefs. Un épisode sur l'art de la chasse montre son utile alliance avec l'art de la guerre. Le service des hôpitaux militaires, inventés dans les croisades, et rétablis par Henri IV, est ici présenté, et il précède la description du choléra exerçant ses ravages dans Paris. Les chefs de tout grade et le général lui-même doivent donner des soins vigilants au soldat malade ou blessé, et visiter sans cesse les hôpitaux. Ces soins sont à la fois utiles et généreux. Un épisode à ce sujet est emprunté à la bataille de Friedland. L'amour du soldat pour son général produit à son tour les effets les plus puissants pour fixer la victoire. Les troupes de Villars en offrent de brillants exemples, et le portrait de ce grand guerrier termine le chant.

### Chant Huitième
Une longue erreur, née de la barbarie, forme le sujet de l'exorde placé à la tête de ce chant. L'homme de guerre, jaloux de s'instruire, dédaigne le préjugé d'autrefois; il sait que la victoire est le fruit du talent et de la valeur réunis. Mais on voit toujours avec un vif intérêt le triomphe des lumières sur l'ignorance. L'exemple de guerriers fameux anciens et modernes appelle la culture de l'esprit dans tous les genres de compositions, et il est utile d'en retracer la gloire. Le mobile le plus puissant du succès des armées est la discipline militaire; cette grande partie de l'art est ici développée. Lé mépris de la discipline a été longtemps funeste. Des hordes effrénées remplaçaient partout des troupes fidèles et soumises. Des tribunaux militaires sont établis pour réprimer la licence, mais une prévoyance habile et une sage clémence doivent prévenir le crime et absoudre l'erreur. À côté de la discipline militaire, s'élève l'honneur dont la puissance est souveraine dans les armées. Il enflamme le courage et nourrit tous les sentiments généreux qui distinguent la carrière des armes. L'amour de la patrie produit à son tour des effets héroïques; il est la première sauvegarde des peuples. À ces grands principes se joignent les institutions destinées à élever le triomphe des armes, par la noble émulation des récompenses. La Légion d'honneur est ici présentée avec le rayon de gloire qui la couronne et le juste empire qu'elle exerce sur la valeur. Les écoles militaires qui reçoivent les fils des guerriers, comme élèves de la carrière; le magnifique établissement des Invalides où sont recueillis les défenseurs de l’État les plus dignes de ses bienfaits, se trouvent ensuite décrits. Après le développement de ces diverses branches de l'état militaire, la formation des camps de paix se présente avec les grandes manœuvres dont ils sont la savante école. L'art de la gymnastique et celui de l'escrime sont rappelés. L'art brillant des tournois montre son antique splendeur. La musique militaire et sa puissance pour enflammer l'audace sont également décrites. Vient ensuite le tableau de la petite guerre qui est le complément de l'instruction militaire pour tous les rangs, depuis le brave soldat jusqu'à ses chefs les plus élevés. Le camp célèbre de Boulogne-sur-mer offre sa haute influence sur les triomphes de la Grande Armée, et le portrait de Kléber termine le chant.

### Chant Neuvième
La marche du poème change au neuvième chant ; il s'ouvre par un tableau qui présente deux armées entrant en campagne l'une contre l'autre. C'est une guerre véritable qui va se développer dans leurs opérations. L'une, plus nombreuse, profite de cet avantage et marche pour envahir le territoire ennemi; l'autre, moins forte mais habilement conduite se retire, en combattant, dépositions en positions. Ces armées sont composées, d'après les principes actuels, de divisions et de corps d'armée. L'armée offensive s'avance avec son parc, ses vivres et ouvre sa ligne d'opérations. Des considérations sont ici présentées sur la formation des plans de campagne, sur le caractère des généraux en chef et sur la liberté dont ils doivent jouir dans leur commandement, pour atteindre le but qui leur est tracé par le pouvoir suprême. Ces considérations s'étendent aux princes qui veulent noblement acquérir la gloire du général, et elles sont suivies d'un épisode relatif au célèbre roi de Suède, Charles XII. Toutes les dispositions qui appartiennent à l'agression et à la défense sont décrites. Après plusieurs combats, l'armée défensive prend position derrière un fleuve. Le passage de ce fleuve s'opère, la campagne se poursuit, mais le vainqueur est arrêté par une place forte dont il est obligé de faire le siège. Le tableau de ce siège est tracé. La place est prise, mais après une longue résistance. La saison avancée et rigoureuse force alors le conquérant à prendre des quartiers d'hiver. La position des deux armées, d'après les phases de la campagne, est analysée. Quelques épisodes se trouvent répandus dans le chant; il reproduit le souvenir de plusieurs illustres guerriers; les succès français dans la guerre d'Amérique y sont rappelés, et il se termine par le portrait de Rochambeau.

### Chant Dixième
Le dixième chant célèbre dans son exorde l'amour de la gloire, principe de la prospérité des armées et de la puissance des États. La noblesse de ce sentiment est répandue dans tout le cours du poème, il en est l'âme en quelque sorte, mais un épisode spécial devait lui être consacré dans le chant qui couronne l'ouvrage. Les armées ennemies entrent en campagne dès l'aube du printemps. Leur position respective est décrite. L'une a perdu un vaste terrain, mais elle a augmenté ses forces; l'autre s'est étendue pour garder ses conquêtes et elle a affaibli par là ses moyens d'agression. Le général qui défend son territoire se décide à déployer maintenant toutes ses forces et à satisfaire son armée qui brûle de se mesurer avec son ennemi dans un grand combat. Il a reconnu une position favorable sur une chaîne de collines que son adversaire doit traverser. Il se hâte de les occuper et de les fortifier par de légers retranchements. L'action est longue; le combat est terrible; mais l'orgueil du conquérant cède à l'habileté de son rival. Là se trouve le portrait de Moreau. Le général agresseur forme un plan nouveau. Il cherche à couper les communications de l'armée ennemie. Aussitôt le chef qui la commande quitte la position qui lui a valu un premier succès, marche avec rapidité et va occuper une position nouvelle où il se propose de recevoir la bataille et de la rendre décisive. Des considérations sur la variété du terrain, théâtre des combats, sur les différents ordres de bataille anciens et modernes, et sur les stratagèmes de guerre sont présentées. La conquête d'Alger est rappelée et « montre l'influence des armes françaises sur la civilisation des peuples non encore éclairés ». La description de la grande journée qui doit décider du sort de la campagne se trouve ici placée. L'armée conquérante y déploie toute sa fierté, mais la fortune change; le chef agresseur perd la bataille; et se voit forcé à faire une retraite précipitée. Les observations qui naissent de cette circonstance sont exprimées. Le vœu de la paix se fait alors entendre : elle est conclue ; et pour la rendre plus stable, un esprit de sagesse et de générosité y préside. Les armées réoccupent leurs frontières, et le canon des batailles rentre dans les arsenaux. Le tableau de la gloire militaire et celui des douceurs de la paix sont ici présentés. Ce chant termine l'ouvrage, et il exprime, en finissant, « un vœu pour la gloire immortelle de nos armes. »